# Жителі Іст-Енду
«Мешканці Іст-Енду» також «Жителі Іст-Енду» (англ. EastEnders) — британська мильна опера, створена Джулією Сміт та Тоні Голландом, яка транслюється на телеканалі BBC One з 19 лютого 1985 року. Телесеріал, після виходу на екран, протягом восьми місяців займав перше місце у телерейтингу «BARB» і незмінно залишалося серед серіалів з найвищим рейтингом у Великій Британії. 

## Синопсис

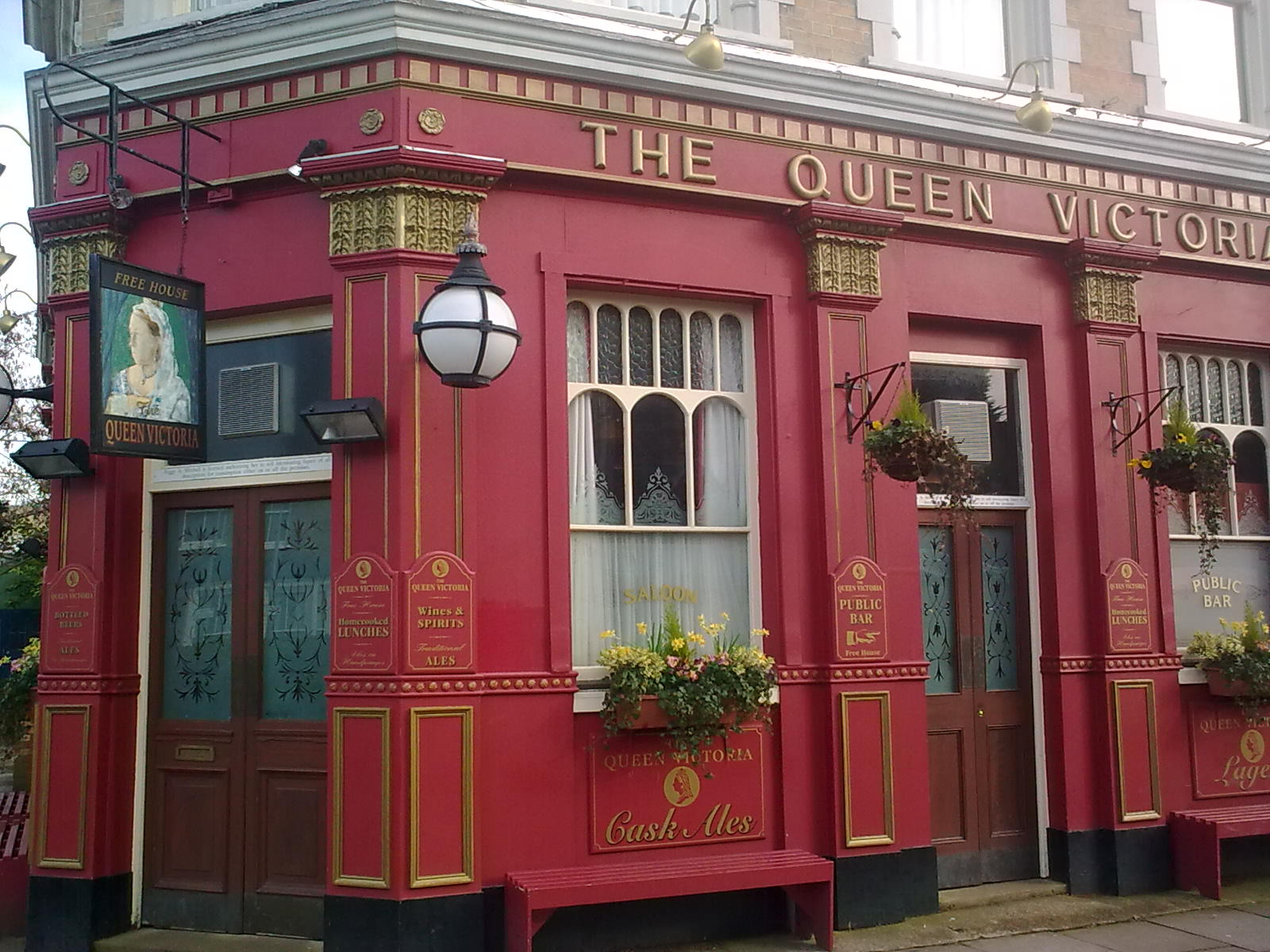
Паб «Queen Victoria»

У телесеріалі йдеться про людей які мешкають у вигаданому районі Волфорд, що знаходиться в Іст-Енді, східній частині Лондона. 
Більшість події у телесеріалі «Мешканці Іст-Енду» відбувається на вигаданій площі Альберт Сквер, посеред якої є невеликий сад та кілька будинків з кав'ярнями і крамницями, паб «Queen Victoria»,  автосалон, а також на сусідніх вигаданих вулицях та площах: Брідж Стріт, Вікторія Роуд, Вікторія Сквер, Терпін Вей, Терпін Роуд, Джордж Стріт, Кліфтон Гілл Роуд, Нью Стріт, Фейрфорд Лейн та станції метро Волдорф-Іст. На Брідж Стріт розташовані ринок, крамниця, пральня та невеликий супермаркет. На Терпін Роуд розташована букмекерська контора, крамниця чипсів, похоронний салон, ресторан «Beales», нічний клуб «R&R».

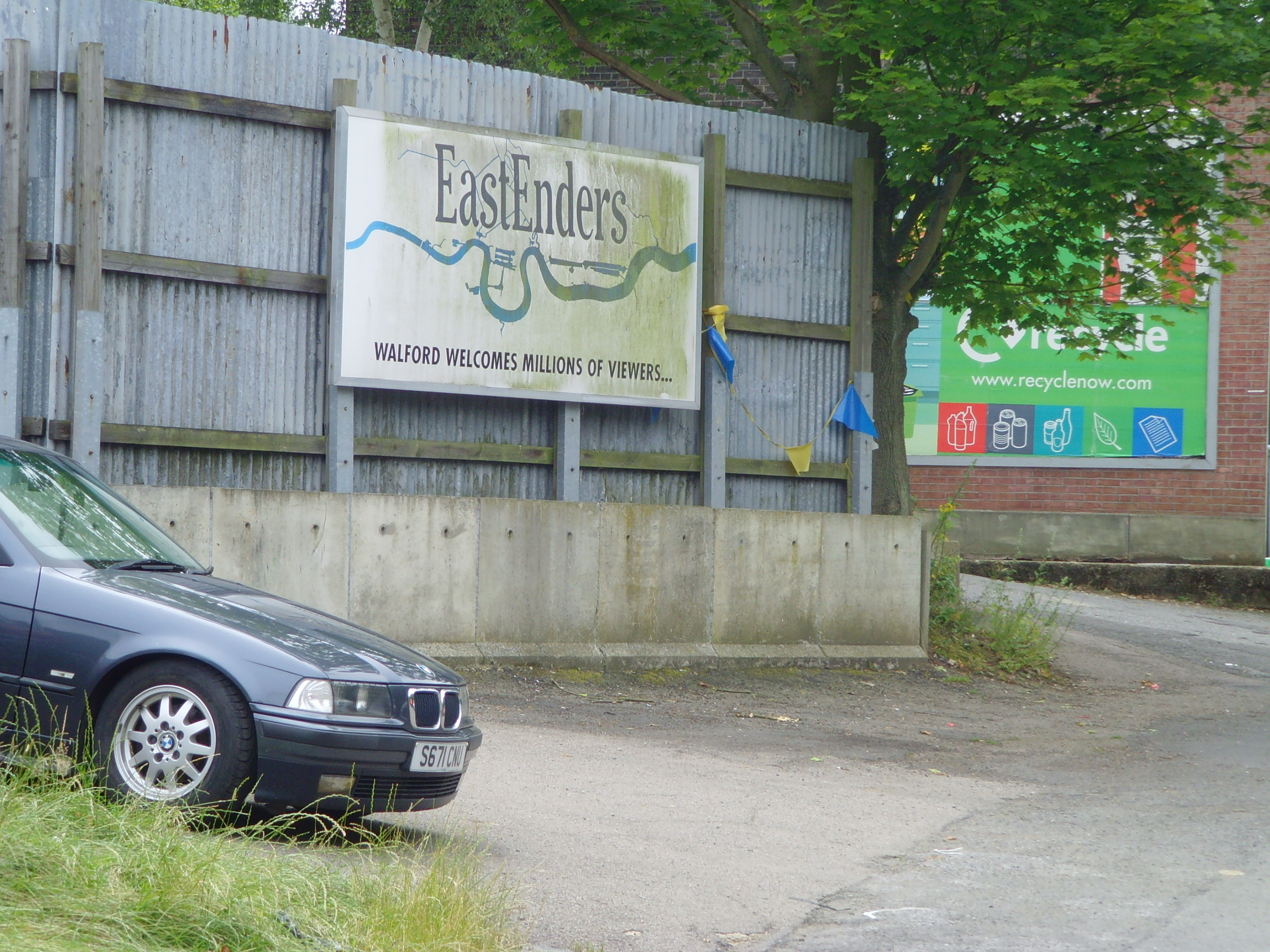

## У ролях
- Тоні О'Каллаґан — Оллі Волтерс[12][13]
- Кейт Ентоні — Енні Ґрей
- Адам Вудятт[en] — Ієн Біл
- Мішель Коллінз[en] — Сінді Біл
- Медді Гілл[en] — Ненсі Картер
- Росс Кемп[en] — Ґрант Мітчелл[14]
- Джилліан Тейлфорт[en] — Кеті Біл
- Летиція Дін[en] — Шерон Воттс
- Стів Макфадден[en] — Філ Мітчелл
- Шона Макґарті[en] — Вітні Дін
- Аніта Добсон[en] — Енджі Воттс
- Шон Вільямсон[en] — Баррі
- Алекс Фернс — Тревор
- Гімеш Патель — Тамвар Масуд
- Нікола Даффетт — Деббі Бейтс
- Роберт Казінскі — Шон Слейтер
- Дженна Рассел — Мішель Фавлер
- Джун Браун — Дот Коттон
- Мона Гаммонд — Блоссом Джексон
- Патсі Палмер — Б'янка Джексон
- Рудольф Вокер — Патрік Трумен

## Премії
Телесеріал отримав понад 268 нагород, а був номінований на понад 665. «Мешканці Іст-Енду» отримав п'ять нагород «BAFTA» у різних номінація, премію «Inside Soap Award» у номінації «Найкраще мило» десять років поспіль з 1997 по 2006 рік, одинадцять премій «National Television Awards» у номінації «Найкраща телевізійна драм» та вісім премій «British Soap Awards» у номінації «Найкраще мило».